# Кабы Копри
Кабы Копри (тат. Кабык Күпер) — село в Апастовском районе Татарстана. Входит в состав Сатламышевского сельского поселения.

## География
Находится в западной части Татарстана на расстоянии приблизительно 14 км на север-северо-восток от районного центра посёлка Апастово у речки Бия.

## История
Основано в XVII веке. В начале XX века действовала часовня, школа и 8 ветряных мельниц.

## Население
Постоянных жителей было в 1782 — 85 душ мужского пола, в 1859 — 576, в 1897 — 1005, в 1908 — 1314, в 1920 — 1166, в 1926 — 1410, в 1938 — 656, в 1949 — 497, в 1958 — 331, в 1970 — 270, в 1979 — 212, в 1989 — 182 — 212, в 1989 — 182. Постоянное население составляло 198 человек (русские 71 %) в 2002 году, 157 — в 2010.